# Gauchin-le-Gal
Gauchin-le-Gal és un municipi francès situat al departament del Pas de Calais i a la regió dels Alts de França. L'any 2007 tenia 354 habitants.

## Demografia

### Població
El 2007 la població de fet de Gauchin-le-Gal era de 354 persones. Hi havia 126 famílies de les quals 24 eren unipersonals (24 dones vivint soles i 24 dones vivint soles), 43 parelles sense fills, 51 parelles amb fills i 8 famílies monoparentals amb fills.
La població ha evolucionat segons el següent gràfic:
Habitants censats

### Habitatges
El 2007 hi havia 130 habitatges, 126 eren l'habitatge principal de la família i 5 estaven desocupats. Tots els 130 habitatges eren cases. Dels 126 habitatges principals, 114 estaven ocupats pels seus propietaris, 5 estaven llogats i ocupats pels llogaters i 7 estaven cedits a títol gratuït; 1 tenia una cambra, 6 en tenien dues, 7 en tenien tres, 36 en tenien quatre i 76 en tenien cinc o més. 105 habitatges disposaven pel capbaix d'una plaça de pàrquing. A 55 habitatges hi havia un automòbil i a 59 n'hi havia dos o més.

### Piràmide de població
La piràmide de població per edats i sexe el 2009 era:
| Homes | Edats   | Dones |
| ----- | ------- | ----- |
| 0     | 95 o +  | 0     |
| 0     | 90 a 94 | 0     |
| 0     | 85 a 89 | 4     |
| 4     | 80 a 84 | 0     |
| 4     | 75 a 79 | 4     |
| 8     | 70 a 74 | 4     |
| 8     | 65 a 69 | 8     |
| 16    | 60 a 64 | 12    |
| 4     | 55 a 59 | 16    |
| 8     | 50 a 54 | 0     |
| 16    | 45 a 49 | 12    |
| 28    | 40 a 44 | 16    |
| 8     | 35 a 39 | 8     |
| 12    | 30 a 34 | 20    |
| 8     | 25 a 29 | 8     |
| 4     | 20 a 24 | 8     |
| 20    | 15 a 19 | 8     |
| 20    | 10 a 14 | 20    |
| 16    | 5 a 9   | 4     |
| 8     | 0 a 4   | 4     |

## Economia
El 2007 la població en edat de treballar era de 217 persones, 148 eren actives i 69 eren inactives. De les 148 persones actives 136 estaven ocupades (81 homes i 55 dones) i 12 estaven aturades (8 homes i 4 dones). De les 69 persones inactives 14 estaven jubilades, 23 estaven estudiant i 32 estaven classificades com a «altres inactius».

### Ingressos
El 2009 a Gauchin-le-Gal hi havia 127 unitats fiscals que integraven 354 persones, la mediana anual d'ingressos fiscals per persona era de 17.237,5 €.

### Activitats econòmiques
Dels 17 establiments que hi havia el 2007, 1 era d'una empresa alimentària, 3 d'empreses de fabricació d'altres productes industrials, 5 d'empreses de construcció, 1 d'una empresa d'hostatgeria i restauració, 1 d'una empresa financera, 2 d'empreses immobiliàries, 1 d'una empresa de serveis i 3 d'empreses classificades com a «altres activitats de serveis».
Dels 8 establiments de servei als particulars que hi havia el 2009, 1 era un taller de reparació d'automòbils i de material agrícola, 1 lampisteria, 1 electricista, 2 empreses de construcció, 1 perruqueria, 1 restaurant i 1 saló de bellesa.
L'any 2000 a Gauchin-le-Gal hi havia 8 explotacions agrícoles.

## Equipaments sanitaris i escolars
El 2009 hi havia una escola elemental integrada dins d'un grup escolar amb les comunes properes formant una escola dispersa.

## Poblacions més properes
El següent diagrama mostra les poblacions més properes.